# سیلویا (کائوکا)
سیلویا (کائوکا) (به اسپانیایی: Silvia, Cauca) یک سکونتگاه مسکونی در کلمبیا است که در بخش کائوکا واقع شده‌است.